# Četrtna skupnost Šiška
Četrtna skupnost Šiška je ožja enota Mestne občine Ljubljana. Meri 736 ha in ima 35.532 prebivalcev (2020), kar je največ med vsemi ljubljanskimi četrtnimi skupnostmi ter zajema ljubljanske severozahodne četrti (Spodnja in Zgornja Šiška s sosesko ŠS-6, Koseze, industrijska cona Šiška z Litostrojem in remizo Ljubljanskega potniškega prometa). Meji na četrtne skupnosti Center, Bežigrad, Rožnik, Dravlje in Posavje. Meja ČS Šiška gre preko Tivolija, po Šišenskem hribu, tako da v celoti vključuje Mostec, avtocestnem obroču (vključuje razcep-križišče zahodne in severne mestne obvoznice, po kateri gre) in železniški progi Ljubljana-Kamnik oz. gorenjski progi. 
V območje Četrtne skupnosti Šiška sodijo prostorski okoliši, razvidni iz Registra prostorskih enot: Litostroj, Komandanta Staneta I. in II., dr. Petra Držaja, Na jami, Milan Majcen, Ljubo Šercer, Zgornja Šiška, Koseze, Hinko Smrekar in Bratov Babnik.  